# Dingle (commune de Munkedal)
Pour les articles homonymes, voir Dingle (homonymie).
Dingle est une localité de la commune de Munkedal dans le comté de Västra Götaland en Suède.
Sa population était de 924 habitants en 2019.